# 大頭炬燈魚
大頭炬灯鱼（学名：Lampadena pontifex）为輻鰭魚綱燈籠魚目灯笼鱼科的其中一種。分布于東大西洋海域，為深海魚類，棲息深度可達0-750公尺，體長可達11公分。

## 扩展阅读
維基物種上的相關：大頭炬灯鱼